# Andréievski (Kursk)
|  | Per a altres significats, vegeu «Andréievski». |

Andréievski (en rus: Андреевский) és un poble (un possiólok) de l'óblast de Kursk, a Rússia, segons el cens del 2010 no tenia cap habitant.